# Фірсова Ольга
О́льга Фі́рсова (* 1976) — українська та американська баскетболістка-центрова.

## З життєпису
Народилася 1976 року в Києві. Виступала в українських баскетбольних клубах. 2000 року відіграла 9 матчів у чемпіонаті Жіночої національної баскетбольної асоціації за клуб «Нью-Йорк Ліберті».
2008 року прийняла громадянство США.
Працювала спортивним менеджером.